# Billboard Japan
Billboard Japan (ビルボード ジャパン, Birubōdo Japan) est la société sœur japonaise du magazine musical américain Billboard, fondée en 2006. Elle est gérée par Hanshin Contents Link basée à Osaka, qui détient une licence exclusive de la société mère de Billboard pour l'utilisation de la marque « Billboard » au Japon. L'organisation gère entre autres, le site web billboard-japan.com, comprenant des classements musicaux, et plusieurs clubs-restaurants Billboard Live à travers le Japon.
L'organisation assure la publication de plusieurs classements musicaux dont notamment le Japan Hot 100, et le Japan Hot Albums.
Depuis 2010, Billboard Japan organise une cérémonie annuelle de remise de prix appelée Billboard Japan Music Awards (en), qui récompense les artistes nationaux et internationaux ayant obtenu les meilleurs résultats dans les classements musicaux de Billboard Japan au cours de l'année précédente.

## Classements

### Singles et chansons
| Titre                          | Type                                                                                         | Positions | Description |
| ------------------------------ | -------------------------------------------------------------------------------------------- | --------- | --- |
| Japan Hot 100                  | Ventes physiques + Ventes numériques + streaming + diffusion radio + lecture vidéo + karaoké | 100       | - Classement pour les chansons diffusées à grande échelle au Japon - Lancé le 3 mars 2008                                                                            |
| Hot Animation                  | Ventes physiques + Ventes numériques + streaming + diffusion radio + lecture vidéo + karaoké | 20        | - Classement pour les chansons d'anime et de jeu vidéo - Lancé le 1er décembre 2010                                                                                  |
| Hot Overseas                   | Ventes physiques + Ventes numériques + streaming + diffusion radio + lecture vidéo + karaoké | 20        | - Classement des chansons d'artistes occidentaux - Lancé le 9 décembre 2013                                                                                          |
| Top Singles Sales              | Ventes physiques                                                                             | 100       | - Classement des meilleures ventes de singles physiques - L'un des composants du Japan Hot 100                                                                       |
| Download Songs                 | Ventes numériques                                                                            | 100       | - Classement des meilleures ventes de chansons numériques - L'un des composants du Japan Hot 100 - Lancé le 9 octobre 2017 après la suppression du Radio Songs Chart |
| Streaming Songs                | Streaming                                                                                    | 100       | - Classement des chansons les plus écoutées en flux - L'un des composants du Japan Hot 100 - Lancé le 9 octobre 2017 après la suppression du Radio Songs Chart       |
| Top User Generated Songs       | Lecture vidéo                                                                                | 20        | - Classement des chansons les plus vues par les utilisateurs sur YouTube - L'un des composants du Japan Hot 100 - Lancé le 7 décembre 2020                           |
| Heatseekers Songs              | Ventes numériques + streaming + diffusion radio + lecture vidéo                              | 20        | - Classement des chansons de nouveaux artistes qui n'ont jamais atteint le top 20 du Japan Hot 100. - Lancé le 7 décembre 2020                                       |
| TikTok Weekly Top 20           | Utilisation et visualisation TikTok                                                          | 20        | - Classement des chansons utilisées dans le réseau social TikTok - Lancé le 8 décembre 2021                                                                          |
| Niconico Vocaloid Songs Top 20 | Nombre de vues + téléversement de vidéo + commentaires + mentions j'aime                     | 20        | - Classement des chansons Vocaloid postées sur le service d'hébergement de vidéos Niconico. - Lancé le 7 décembre 2022                                               |
| Global Japan Songs Excl. Japan | Ventes numériques + streaming                                                                | 20        | - Classement des chansons japonaises diffusées sur des territoires autres que le Japon - Lancé le 14 septembre 2023                                                  |
| Japan Songs (South Korea)      | Ventes numériques + streaming                                                                | 20        | - Classement des chansons japonaises diffusées en Corée du Sud - Lancé le 14 septembre 2023                                                                          |
| Japan Songs (Singapore)        | Ventes numériques + streaming                                                                | 20        | - Classement des chansons japonaises diffusées à Singapour - Lancé le 14 septembre 2023                                                                              |
| Japan Songs (India)            | Ventes numériques + streaming                                                                | 20        | - Classement des chansons japonaises diffusées en Inde - Lancé le 14 septembre 2023                                                                                  |
| Japan Songs (France)           | Ventes numériques + streaming                                                                | 20        | - Classement des chansons japonaises diffusées en France - Lancé le 14 septembre 2023                                                                                |
| Japan Songs (UK)               | Ventes numériques + streaming                                                                | 20        | - Classement des chansons japonaises diffusées au Royaume-Uni - Lancé le 14 septembre 2023                                                                           |
| Japan Songs (Thailand)         | Ventes numériques + streaming                                                                | 20        | - Classement des chansons japonaises diffusées en Thaïlande - Lancé le 9 décembre 2023                                                                               |
| Japan Songs (South Africa)     | Ventes numériques + streaming                                                                | 20        | - Classement des chansons japonaises diffusées en Afrique du Sud - Lancé le 9 décembre 2023                                                                          |
| Japan Songs (US)               | Ventes numériques + streaming                                                                | 20        | - Classement des chansons japonaises diffusées aux États-Unis - Lancé le 9 décembre 2023                                                                             |
| Japan Songs (Brazil)           | Ventes numériques + streaming                                                                | 20        | - Classement des chansons japonaises diffusées au Brésil - Lancé le 9 décembre 2023                                                                                  |

### Albums
| Titre            | Type                                  | Positions | Description |
| ---------------- | ------------------------------------- | --------- | --- |
| Hot Albums       | Ventes physiques et ventes numériques | 100       | - Charts for comprehensive released albums (include extended plays) - Lancé le 4 juin 2015, remplaçant le Top Albums |
| Top Albums Sales | Ventes physiques                      | 100       | - Classement des meilleures ventes d'albums physiques - L'un des composants du Hot Albums                            |
| Download Albums  | Ventes numériques                     | 100       | - Classement des meilleures ventes d'albums numériques - Lancé le 9 octobre 2017 - L'un des composants du Hot Albums |

### Artistes
| Titre             | Positions | Description                                                                                                 |
| ----------------- | --------- | --- |
| Artist 100        | 100       | - Classement des artistes ayant obtenu des points au Japan Hot 100 et Hot Albums - Lancé le 7 décembre 2020 |
| Hot 100 Lyricists | 100       | - Tableau des paroliers ayant obtenu des points au Japan Hot 100 - Lancé le 7 décembre 2020                 |
| Hot 100 Composers | 100       | - Tableau des compositeurs ayant obtenu des points au Japan Hot 100 - Lancé le 7 décembre 2020              |